# Opius rhodopicola
Opius rhodopicola är en stekelart som beskrevs av Zaykov och Fischer 1986. Opius rhodopicola ingår i släktet Opius och familjen bracksteklar. Inga underarter finns listade i Catalogue of Life.